# Canon AE-1
Le Canon AE-1 est un appareil photo reflex bénéficiant d'une cellule analogique intégrée et de l'exposition automatique. Il a été commercialisé par la firme Canon d'avril 1976 à 1984.

## Caractéristiques

### Les divers modes d'exposition proposés
- Priorité à la vitesse : on choisit manuellement une vitesse et l'appareil détermine le diaphragme correspondant.
- Priorité au flash (uniquement avec les flashs de la série Speedlite) : la vitesse passe automatiquement au 1/60 s et l'ouverture de diaphragme est déterminée automatiquement par l'appareil. Le flash coupe automatiquement l'éclair lorsque la lumière est suffisante (la mesure se fait via une cellule du flash lui-même)
- Manuel : on choisit manuellement la vitesse et l'ouverture du diaphragme.

On remarque que le AE-1 n'a pas de mode Priorité à l'ouverture (cas du Canon A-1 et du Canon AV-1) ni de mode Program (cas du Canon A-1 ou du Canon AE-1 Program).

### Autres caractéristiques de l'appareil

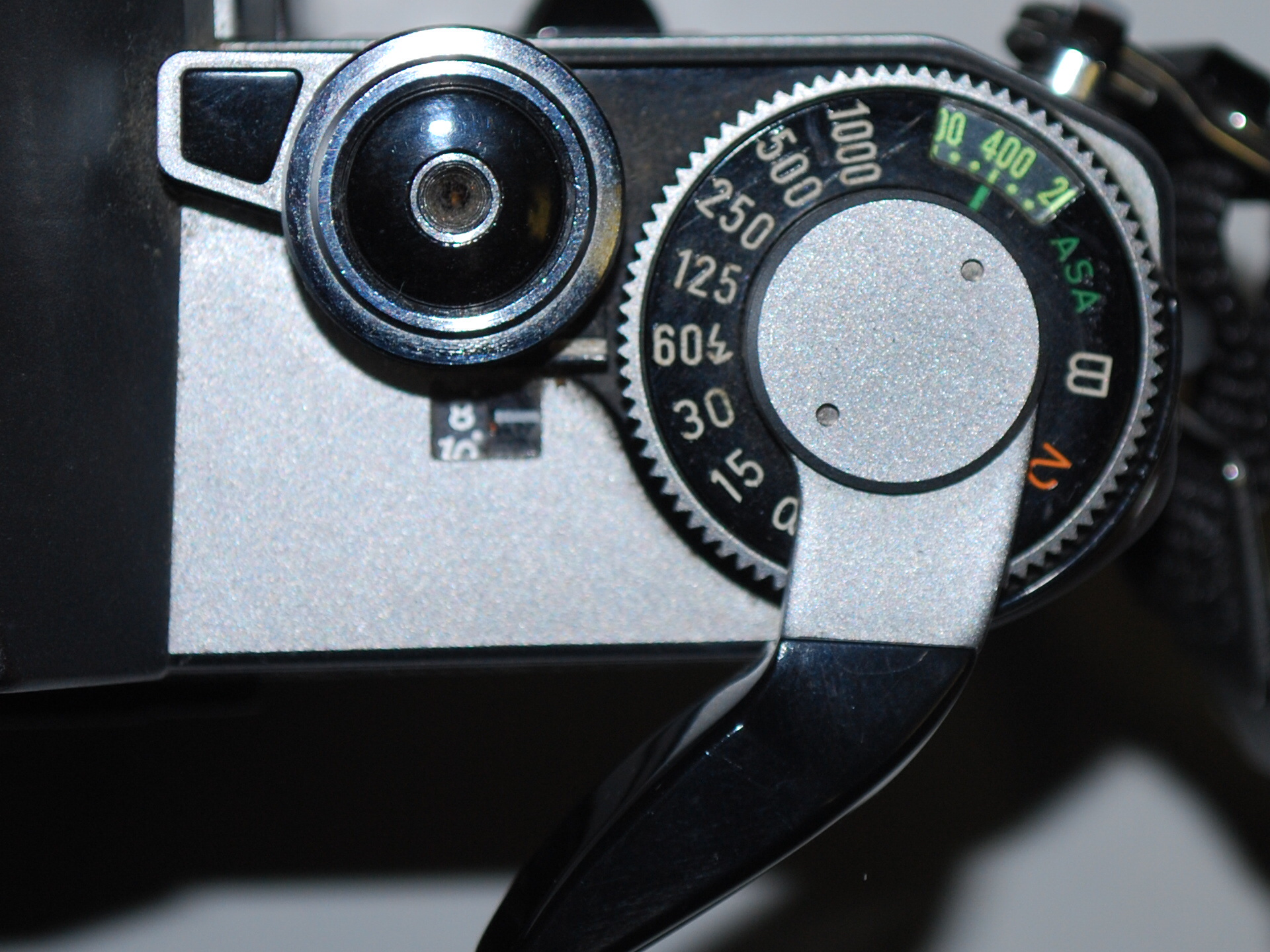
Déclencheur, levier d'armement, sélecteur de vitesse et choix de la sensibilité de la pellicule

- Appareil argentique, il utilise des pellicules au format 35 mm (plus connu sous le nom 24 × 36) qui peuvent aller de 25 à 3200 ASA.
- Il bénéficie d'un retardateur de 10 s.
- Un taraudage au niveau du bouton de déclenchement permet de fixer un déclencheur souple.
- La mise au point se fait à travers trois dispositifs :
  - une couronne de microprismes ;
  - un télémètre à coïncidence ;
  - le dépoli même du viseur.
- Cellule intégrée. La mesure de la lumière est de type intégrale à prédominance centrale.
- Testeur de profondeur de champ (pour fermer le diaphragme à la valeur sélectionnée en manuel et contrôler la profondeur de champ dans le viseur).
- Touche de compensation d'exposition (pour imposer une surexposition de 1,5 diaphragme, en contre-jour notamment).
- L'appareil est motorisable par le Winder "A".

### Les principaux accessoires
- Objectifs de monture FD.

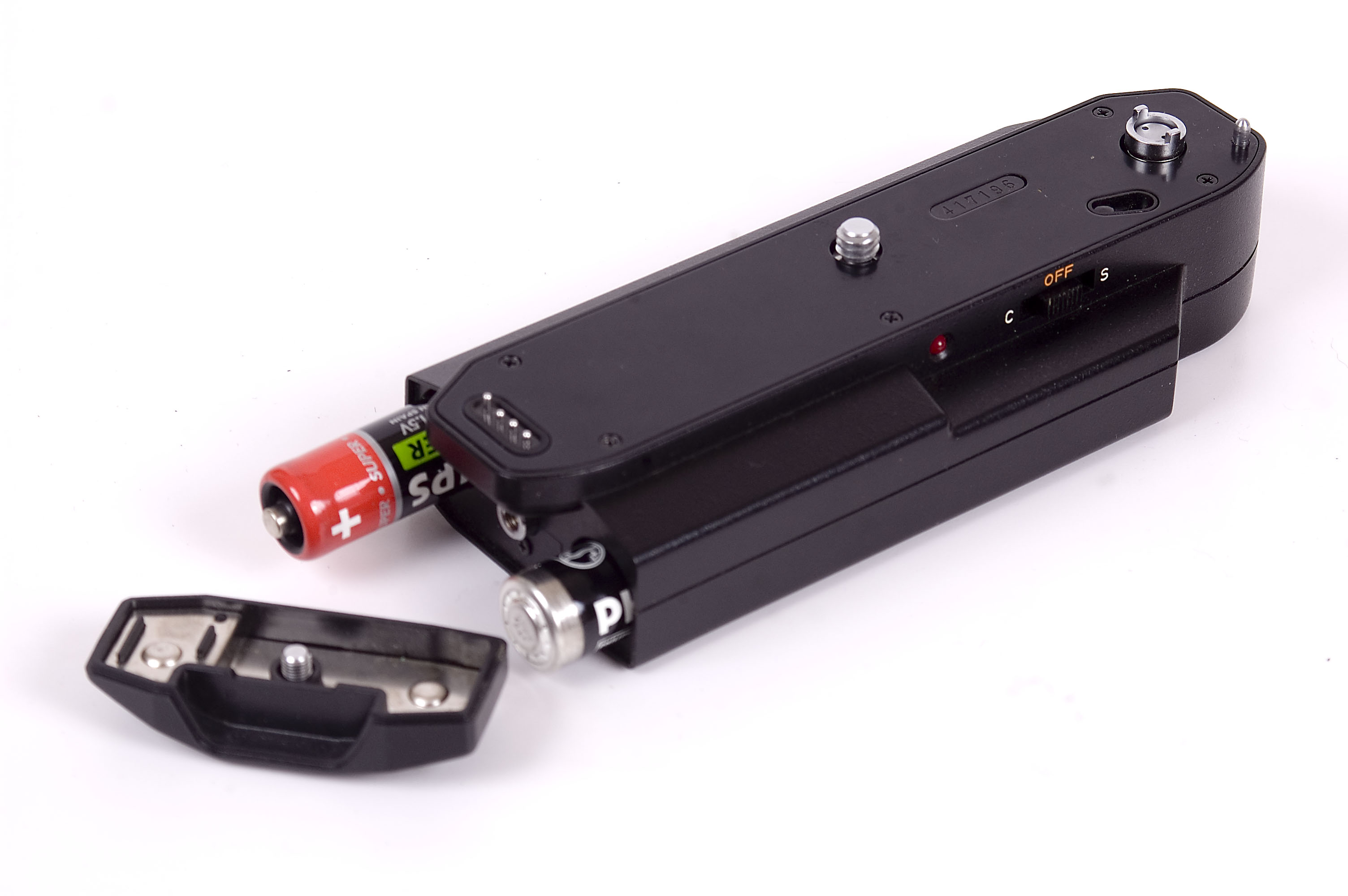
Moteur A

- Flashs de la série Speedlite (modèles 155A, 177A, 188A ou 199A).
- Dos-dateur A.
- Moteurs A ou MA.